# Estufa rusa

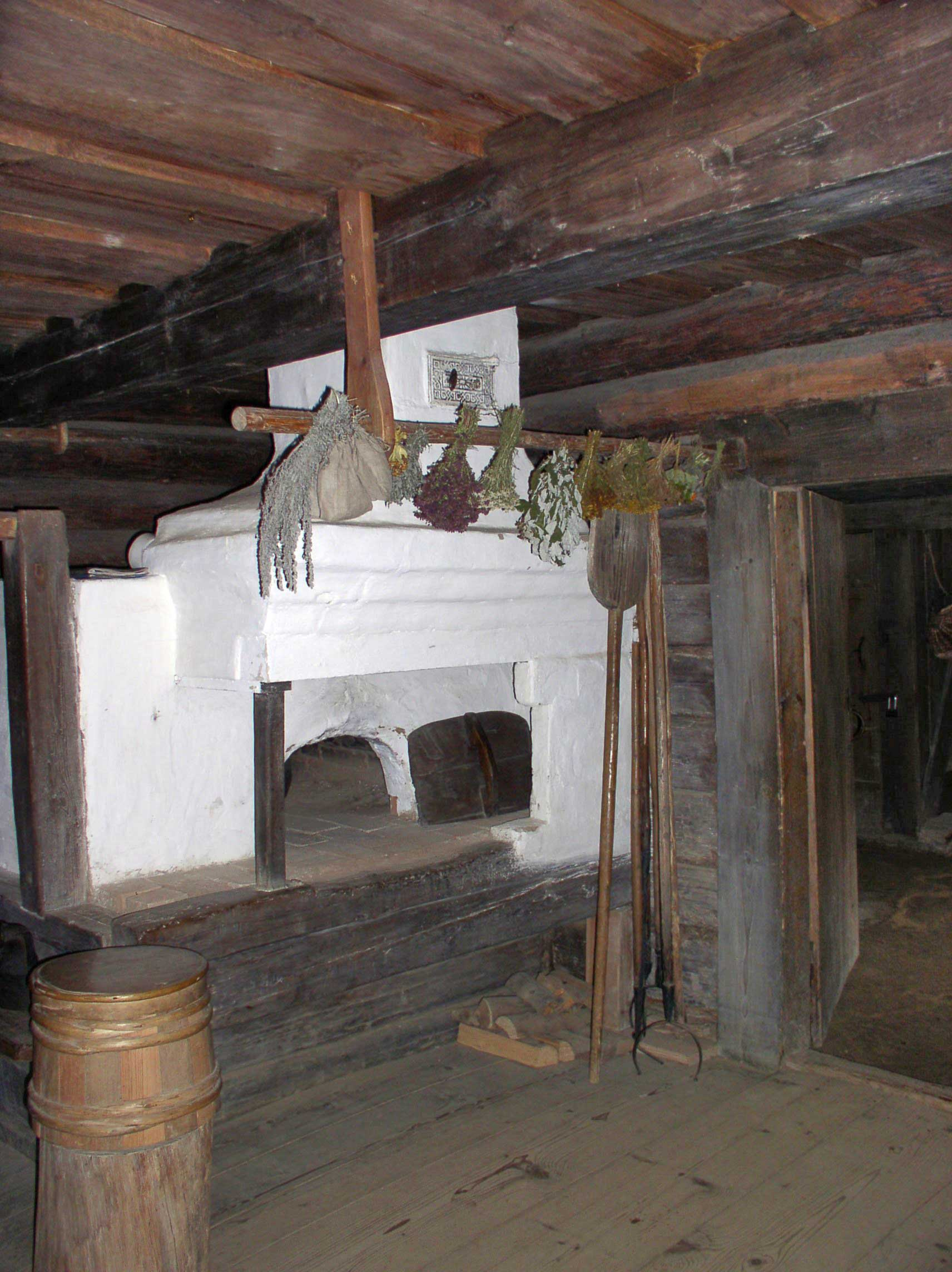
Estufa rusa típica en una choza campesina (izba).

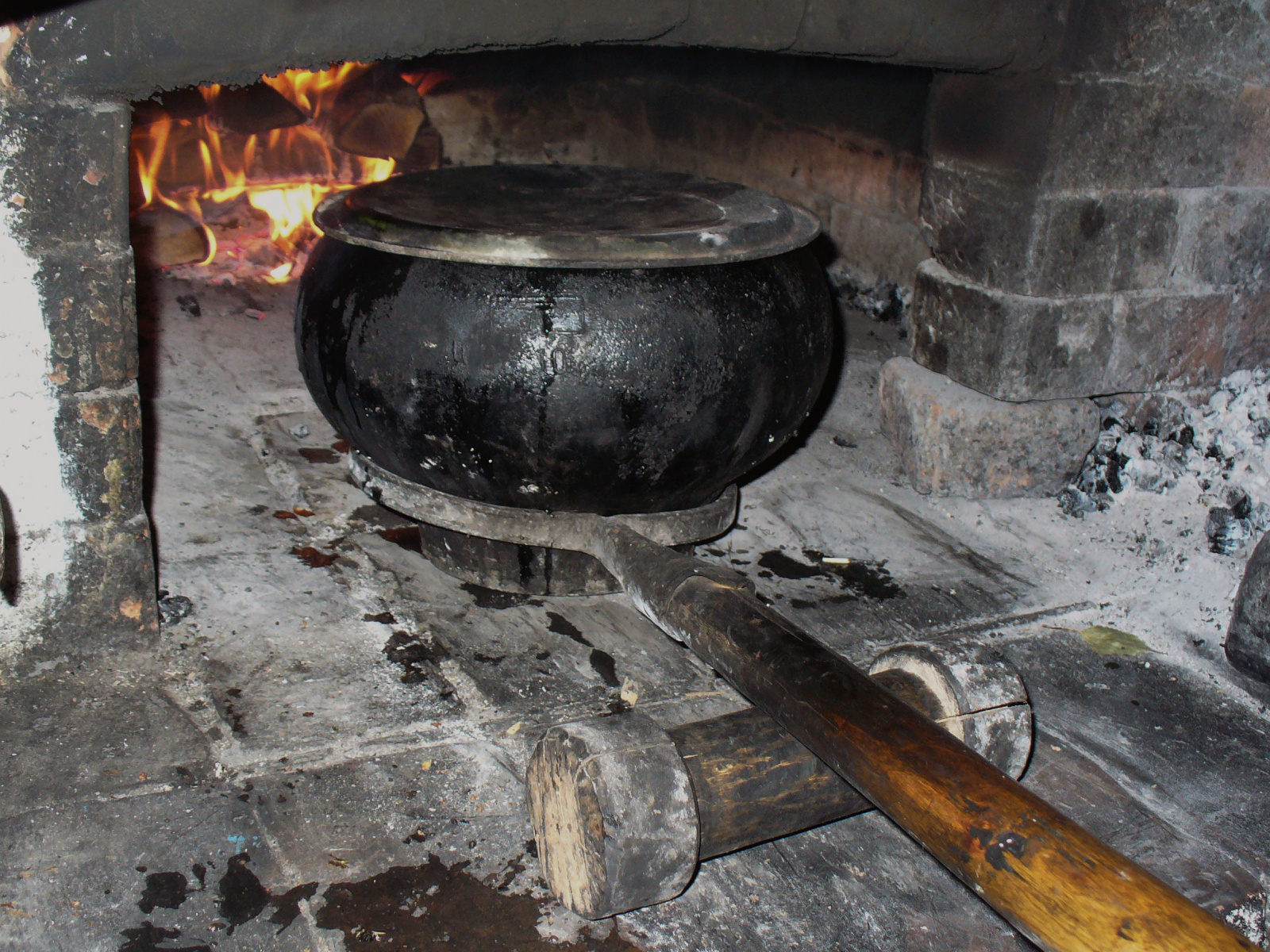
Colocación de una olla en la estufa rusa con herramienta apropiada

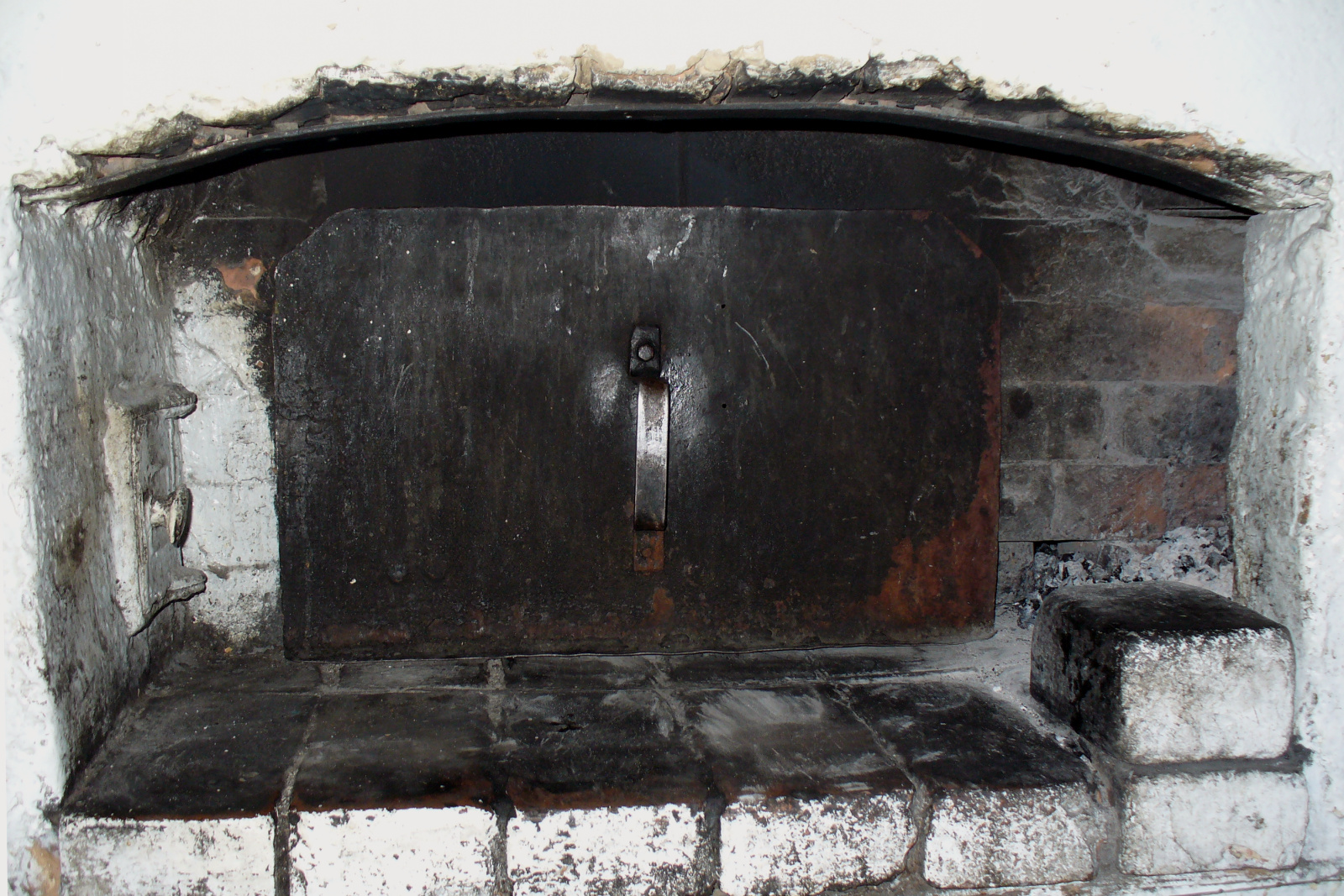
Estufa rusa con su correspondiente tapa metálica

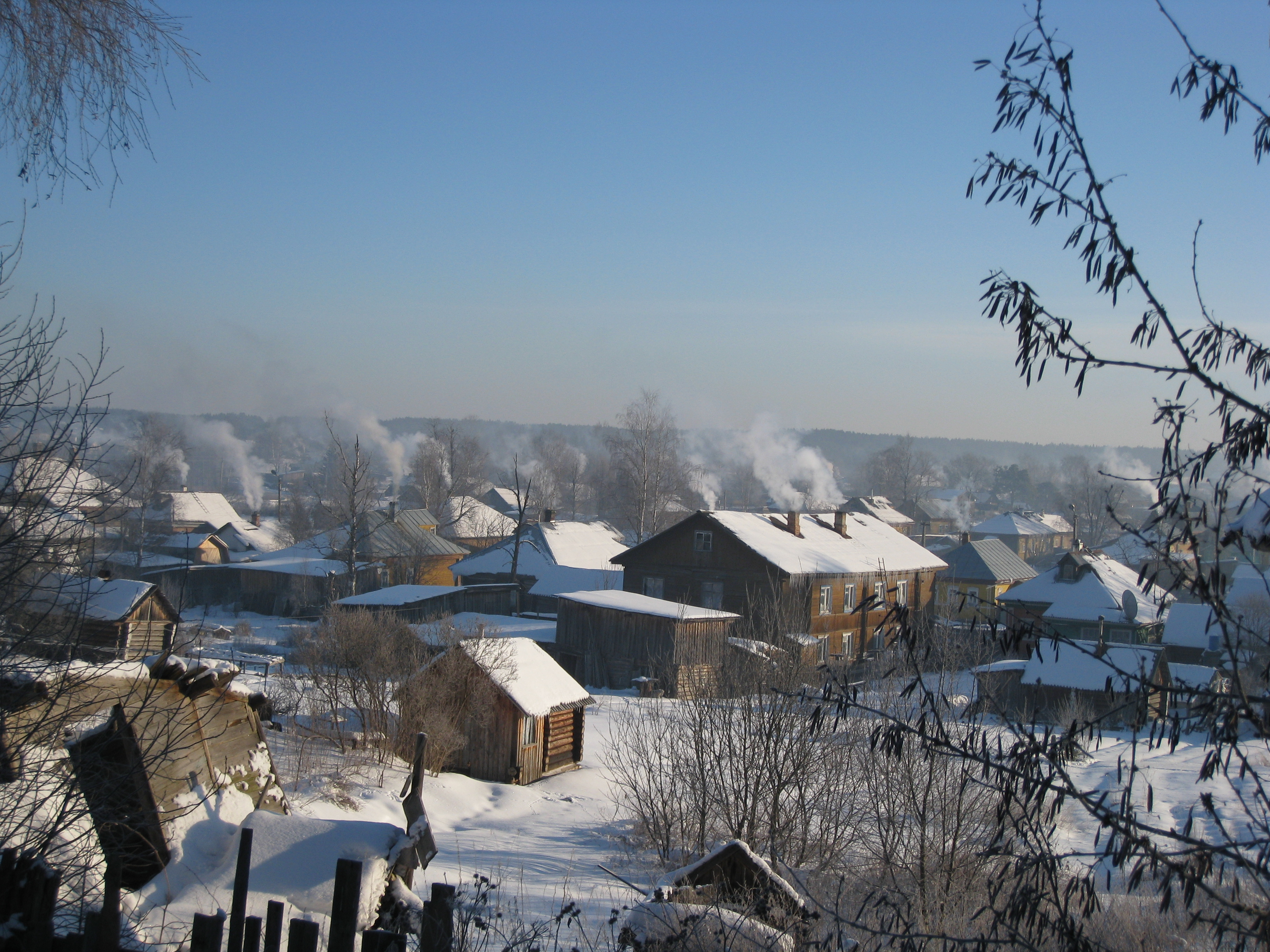
Paisaje de Soligalich en invierno, véase las chimeneas de las estufas rusas

Una estufa rusa (del ruso: Русская печь) es un tipo especial de estufa que apareció por primera vez en el siglo XV. Se utiliza tanto para cocinar, como para calefacción doméstica. La estufa rusa quema leña o residuos de madera.
Varios tipos de leña pueden ser utilizados, por ejemplo abedul o pino, es recomendable utilizar maderas duras. El álamo es el menos eficiente para la calefacción de una estufa rusa debido a que la cantidad necesaria es el doble de las otras maderas (por ser esta una madera blanda).

## Construcción
Una estufa rusa está diseñada para mantener el calor durante largos períodos de tiempo (6 o 7 horas). Esto se logra mediante la canalización del humo y el aire caliente producido por la combustión a través de un complejo laberinto de pasajes, calentando los ladrillos utilizados para la construcción de las paredes de la estufa.
Una chimenea de ladrillo (del ruso: борова) en el ático, a veces con una cámara para el ahumado, es necesario para disminuir el enfriamiento de la estufa.
La construcción de una estufa eficiente no es nada complicado e incluso puede ser económica si en lugar de ladrillo refractario  se utilizan ladrillos de campo o prensados, el aspecto estético no es el más apropiado para una sala moderna, son ideales para casas de campo pues se puede calentar los distintos ambientes (hasta 110 m²) y alimentos. Con ingenio y buen gusto se puede decorar su entorno y disfrazar su ducto para conseguir un excelente acabado y entremezclado de la estufa con el ambiente.

## Usos
Además de su uso para la calefacción doméstica, en invierno la gente puede dormir en la parte superior de la estufa para abrigarse. La estufa, además se utiliza para cocinar, por ejemplo, para hornear tortas o pasteles. Las gachas o las tortitas preparadas en horno de este tipo puede variar en el gusto de la misma comida preparada en una cocina moderna.
El proceso de cocción en la estufa rusa puede ser llamado "languidez"  (tener platos durante un largo período de tiempo a una temperatura constante). entre los alimentos que se cree que adquirir un carácter distintivo de ser preparados en una estufa rusa se encuentran la leche cocida, cebada perlada, hongos cocinados en nata agria, o incluso una simple papa. Para cocinar el pan se debe meter y sacar de la estufa con una paleta de madera especial de mango largo. Ollas de hierro con la sopa o la leche se toman con una varilla metálica de dos puntas.
Además de proveer la calefacción y cocina, la estufa rusa puede utilizarse para calentar agua para el lavado personal o el agua que se utiliza para lavar los Utensilio de cocina.
Un hombre adulto puede caber fácilmente en el interior, y durante la Gran Guerra Patria algunas personas escaparon de los nazis escondiéndose en las estufas. En la Rus de Kiev la estufa se utilizaba para curar las enfermedades de invierno, por el calentamiento que se le daba al cuerpo inválido, dentro de ella.

## Diseño
La estufa rusa es por lo general el centro de la choza de madera (izba). Los constructores de estufas Rusas son conocidos como pechniki. Los buenos constructores siempre tenían un estatus elevado entre la población. Una estufa rusa mal construida puede ser muy difícil de reparar. Los defectos típicos son:
- Calefaccionan de forma desigual.
- Producen humo dentro de la casa.
- Retención deficiente del calor.[3][11][12]

Hay muchos diseños para la estufa rusa. Por ejemplo, hay una variante con dos hogares (uno de los hogares se utiliza principalmente para cocinar rápido, el otro principalmente para la calefacción en invierno).

## En la cultura rusa
La estufa rusa era un elemento importante de la vida rusa, en consecuencia, a menudo aparece en el folclore, en particular en los cuentos de hadas rusos.
El héroe legendario Ilya Muromets fue capaz de caminar después de 33 años de estar tumbado en una estufa rusa.
Emelya, según la leyenda, estaba tan renuente a dejar su cama sobre una estufa que, simplemente, viajó sobre ella. Baba Yagá, según la leyenda metía a los niños en el horno. A menudo, en los cuentos de hadas la estufa recibió características humanas. Por ejemplo, en el cuento de los cisnes una chica se encuentra con una estufa rusa, y le pide que le dé las direcciones. La estufa le ofrece panes de centeno y le da direcciones, posteriormente, al regreso de la niña, la oculta de los cisnes.